# Liste des publications de Vick et Vicky
Cet article dresse la liste des aventures de Vick et Vicky par type d'ouvrages et dans leur ordre de parution.

## Albums de bande dessinée
| N° dans la collection | Titre de l'album                                                      | Lieux de l'action | Sujets évoqués | Auteur du texte                                     | Dessinateur et coloriste d'origine       | Références bibliographiques aux Éd. P'tit Louis |
| --------------------- | --------------------------------------------------------------------- | --- | --- | --------------------------------------------------- | ---------------------------------------- | --- |
| 1                     | Le Trésor des Chevrets                                                | Bretagne : Saint-Coulomb, Saint-Malo, en Ille-et-Vilaine, l'anse Duguesclin et son Île du Guesclin, le Fort du Guesclin, la Pointe du Grouin | Histoire de la série, Saint-Malo, les corsaires, René Duguay-Trouin, Robert Surcouf, la Conjuration bretonne, Valentin Chevetel, le Marquis de La Rouërie                                                                         | Jean Rolland                                        | Bruno Bertin Couleurs : Christophe Lazé  | - 1re éd. : 10/1995 (ISBN 2-9507164-2-3). Tirage : 4 000 ex. - 2e éd. : 10/1998 (ISBN 2-9507164-2-3). Tirage : 2 000 ex. - 3e éd. : 09/2000 (ISBN 2-9507164-2-3). Tirage : 3 000 ex. - 4e éd. : 06/2004 (ISBN 2-9507164-2-3) - 5e éd. : 10/2014 (ISBN 978-2-9507164-2-2). NB : nouvelle édition redessinée. - 5e éd. tirage de luxe : 10/2014, dos toilé rouge à 2 000 ex. (ISBN 978-2-914721-92-9) |
| 2                     | Le Mystère du Baron de Lorcy                                          | Normandie : la Baie du Mont Saint-Michel, les Prés salés du Mont-Saint-Michel                                                                | Les moutons de race suffolk, le clavecin | Jean Rolland                                        | Bruno Bertin Couleurs : Christophe Lazé  | - 1re éd. : 10/1996 (ISBN 2-9507164-3-1). Tirage : 4 000 ex. - 2e éd. : 09/2000 (ISBN 2-9507164-3-1). Tirage : 4 000 ex. - 3e éd. : 09/2019 (ISBN 978-2-37373-063-0). NB : album redessiné à l'occasion des 25 ans de Vick et Vicky. - 3e éd. tirage de luxe : 09/2019, dos toilé orange à 2 000 ex. (ISBN 978-2-37373-077-7) |
| 3                     | Les Disparus de l'Île-aux-Moines                                      | Bretagne : le Golfe du Morbihan, l'Île-aux-Moines, l'île d'Arz                                                                               | Le château du Guéric, le dolmen de Penhap, la préhistoire, la légende d'Izénah Fiche pédagogique autour de l'album | Bruno Bertin                                        | Bruno Bertin Couleurs : Sébastien Tanguy | - 1re éd. : 11/1997 (ISBN 2-9507164-4-X). Tirage : 4 000 ex. - 2e éd. : 10/1998 (ISBN 2-9507164-4-X). Tirage : 3 000 ex. - 2e éd. tirage de luxe : 10/1998, dos toilé vert à 940 ex. (ISBN 2-9507164-6-6) - 3e éd. : 09/2000 (ISBN 2-9507164-4-X) - 4e éd. : 06/2004 (ISBN 2-9507164-4-X) - 5e éd. : 09/2004 (ISBN 2-9507164-4-X) - 6e éd. : 10/2008 (ISBN 978-2-9507164-4-6). NB : nouvelle couverture. - 7e éd. : 04/2010 (ISBN 978-2-9507164-4-6). NB : mention 6e éd. - 8e éd. : 10/2012 (ISBN 978-2-9507164-4-6). NB : mention 7e éd. - 9e éd. : 03/2014 (ISBN 978-2-9507164-4-6). NB : mention 8e éd. - 10e éd. : 03/2016 (ISBN 978-2-9507164-4-6). NB : mention 8e éd. - 11e éd. : 02/2018 (ISBN 978-2-37373-051-7). NB : nouveau sous-titre Izenah. Tirage : 3 000 ex. - 12e éd. : 05/2023 (ISBN 978-2-37373-051-7). NB : mention « Nouvelle édition ». |
| 4                     | Le Secret du lac gelé                                                 | Savoie : Notre-Dame-de-Bellecombe | la montagne, la formation des glaciers, les principaux massifs français Fiche pédagogique autour de l'album | Bruno Bertin & et Denis Bloicat (1re partie)        | Bruno Bertin Couleurs : Sébastien Tanguy | - 1re éd. : 10/1998 (ISBN 2-9507164-5-8). Tirage : 4 000 ex. - 2e éd. : 09/2000 (ISBN 2-9507164-5-8) - 3e éd. : 06/2004 (ISBN 2-9507164-5-8). NB : couleurs et dessins retouchés. - 4e éd. : 10/2010 (ISBN 2-9507164-5-8) - 5e éd. : 10/2015 (ISBN 2-9507164-5-8) |
| 5                     | Les Archanges du Mont-Saint-Michel (1re partie) : Le Testament        | Normandie : le Mont Saint-Michel, dans la Manche                                                                                             | Le Moyen Âge à travers les pèlerinages et les enluminures Fiche pédagogique autour de l'album | Bruno Bertin                                        | Bruno Bertin Couleurs : Sébastien Tanguy | - 1re éd. : 10/1999 (ISBN 2-9507164-7-4). Tirage : 4 000 ex. - 2e éd. : 09/2000 (ISBN 2-9507164-7-4) - 3e éd. : 05/2003 (ISBN 2-9507164-7-4) - 4e éd. : 03/2005 (ISBN 2-9507164-7-4). NB: couleurs et dessins retouchés. - 5e éd. : 09/2006 (ISBN 2-9507164-7-4) - 6e éd. : 09/2008 (ISBN 2-9507164-7-4) - 7e éd. : 10/2010 (ISBN 2-9507164-7-4) - 8e éd. : 10/2012 (ISBN 2-9507164-7-4) - 9e éd. : 03/2014 (ISBN 2-9507164-7-4) - 10e éd. : 03/2016 (ISBN 978-2-9507164-7-7) - 11e éd. : 09/2018 (ISBN 978-2-37373-060-9). NB : nouveau sous-titre Le Manuscrit. Tirage : 1 800 ex. |
| 6                     | Les Archanges du Mont-Saint-Michel 2e partie La Malédiction           | Normandie : le Mont-Saint-Michel, dans la Manche                                                                                             | | Bruno Bertin Textes historiques Thérèse Jannès      | Bruno Bertin Couleurs : Sébastien Tanguy | - 1re éd. : 09/2000 (ISBN 2-9507164-8-2). Tirage : 4 000 ex. - 2e éd. : 09/2003 (ISBN 2-9507164-8-2) - 3e éd. : 09/2003 (ISBN 2-9507164-8-2) - 4e éd. : 03/2005 (ISBN 2-9507164-8-2) - 5e éd. : 09/2006 (ISBN 2-9507164-8-2) - 6e éd. : 09/2008 (ISBN 2-9507164-8-2) - 7e éd. : 10/2010 (ISBN 2-9507164-8-2) - 8e éd. : 10/2012 (ISBN 978-2-9507164-8-4) - 9e éd. : 03/2015 (ISBN 978-2-9507164-8-4) - 10e éd. : 09/2017 (ISBN 978-2-37373-027-2). NB : nouveau sous-titre Le Pardon. - 11e éd. : 09/2019 (ISBN 978-2-37373-027-2). Tirage : 2 998 ex. |
| 7                     | L'Été de la louve                                                     | Italie : Sienne | Les Bronzes de Riace, le Palio de Sienne, le mythe fondateur de Rome Romulus et Rémus Fiche pédagogique autour de l'album | Frédéric Cherky                                     | Bruno Bertin Couleurs : Sébastien Tanguy | - 1re éd. : 09/2001 (ISBN 2-9507164-9-0). Tirage : 6 000 ex. - 2e éd. : 03/2014 (ISBN 978-2-95071649-1). NB : couv. revue, recolorisation et retouches. |
| 8                     | Les Sorcières de Brocéliande 1re partie : La Légende                  | Bretagne : Rennes, Tréhorenteuc, l'église Sainte-Onenne, Campénéac, la Chapelle Saint-Jean de Campénéac, la Forêt de Paimpont                | Brocéliande, la Fontaine de Barenton, le Val sans Retour, la Dame du Lac, le Miroir aux fées, le Château de Trécesson, la Dame blanche de Trécesson, le Jardin aux Moines, le siège périlleux Fiche pédagogique autour de l'album | Bruno Bertin                                        | Bruno Bertin Couleurs : Sébastien Tanguy | - 1re éd. : 09/2002 (ISBN 2-914721-01-3). Tirage : 8 000 ex. - 2e éd. : 09/2003 (ISBN 2-914721-01-3) - 3e éd. : 03/2005 (ISBN 2-914721-01-3) - 4e éd. : 09/2007 (ISBN 2-914721-01-3) - 5e éd. : 09/2009 (ISBN 2-914721-01-3) - 6e éd. : 10/2011 (ISBN 2-914721-01-3) - 7e éd. : 03/2014 (ISBN 978-2-914721-01-1) - 8e éd. : 03/2016 (ISBN 978-2-37373-061-6) - 9e éd. : 09/2018 (ISBN 978-2-37373-061-6). NB : nouveau sous-titre Le Grimoire. Tirage : 2 000 ex. - 10e éd. : 05/2023 (ISBN 978-2-37373-061-6) |
| 9                     | Les Sorcières de Brocéliande 2e partie : La Révélation                | Bretagne : la Forêt de Paimpont | Brocéliande, le manoir de Rue-Neuve, le château de Comper, le manoir du Tertre, le Centre de l'imaginaire arthurien | Bruno Bertin                                        | Bruno Bertin Couleurs : Sébastien Tanguy | - 1re éd. : 09/2003 (ISBN 2-914721-03-X). Tirage : 8 000 ex. - 2e éd. : 09/2004 (ISBN 2-914721-03-X) - 3e éd. : 10/2010 (ISBN 2-914721-03-X) - 4e éd. : 10/2013 (ISBN 2-914721-03-X) - 5e éd. : 03/2015 (ISBN 978-2-914721-03-5) - 6e éd. : 03/2019 (ISBN 978-2-37373-068-5). NB : nouveau sous-titre Le Passage. |
| 10                    | Les Sorcières de Brocéliande 3e partie : À la Recherche du Graal      | Bretagne : la Forêt de Paimpont | Brocéliande, les Chevaliers de la Table Ronde, Saint-Cyr Coëtquidan | Bruno Bertin                                        | Bruno Bertin Couleurs : Sébastien Tanguy | - 1re éd. : 09/2004 (ISBN 2-914721-06-4). Tirage : 8 000 ex. - 2e éd. : 10/2007 (ISBN 978-2-914721-06-6) - 3e éd. : 03/2011 (ISBN 978-2-914721-06-6) - 4e éd. : (21 visuels) (ISBN 978-2-37373-013-5) - 5e éd. : 10/2016 (ISBN 978-2-37373-013-5). NB : nouveau sous-titre Le Graal. - 6e éd. : 03/2019 (ISBN 978-2-37373-013-5). NB : mention erronée 3e édition. |
| 11                    | Sur les Terres des Pharaons 1re partie : La Clé                       | Bretagne : Rennes, Parc du Thabor, Dinard | Napoléon Bonaparte et la Campagne d'Égypte, le Jamboree Fiche pédagogique autour de l'album | Bruno Bertin                                        | Bruno Bertin Couleurs : Sébastien Tanguy | - 1re éd. : 09/2005 (ISBN 2-914721-16-1). Tirage : 8 000 ex. - 2e éd. : 10/2011 (ISBN 978-2-914721-16-5) - 3e éd. : 10/2015 (ISBN 978-2-914721-16-5). Tirage : 1 000 ex. |
| 12                    | Sur les Terres des Pharaons 2de partie : Les Deux Terres              | Égypte : Le Caire, le Musée égyptien du Caire, Karnak, l'île de Philæ, Abou-Simbel                                                           | Trésors de l'Égypte au fil du Nil, Théogonie de l'Égypte antique, le secret des hiéroglyphes, les couronnes des pharaons, les principaux symboles, la momification                                                                | Bruno Bertin ; Pages informatives Laurent Lefeuvre  | Bruno Bertin Couleurs : Sébastien Tanguy | - 1re éd. : 10/2006 (ISBN 2-914721-23-4). Tirage : 6 000 ex. - 2e éd. : 10/2011 (ISBN 978-2-914721-23-3) - 3e éd. : 10/2015 (ISBN 978-2-914721-23-3). Tirage : 2 000 ex. |
| 13                    | Le Fantôme de Fort-la-Latte                                           | Bretagne : le château de Fort-la-Latte, à Plévenon dans les Côtes-d'Armor                                                                    | les châteaux forts, le doigt de Gargantua, le trésor des Templiers, la légende des Moines rouges, l'ancien français, la SNSM Fiche pédagogique autour de l'album                                                                  | Bruno Bertin                                        | Bruno Bertin Couleurs : Laurent Lefeuvre | - 1re éd. : 10/2007 (ISBN 978-2-914721-31-8). Tirage : 6 000 ex. - 2e éd. : 03/2008 (ISBN 978-2-914721-31-8) - 3e éd. : 10/2010 (ISBN 978-2-914721-31-8) - 4e éd. : 10/2012 (ISBN 978-2-914721-31-8) - 5e éd. : 03/2014 (ISBN 978-2-914721-31-8) - 6e éd. : 03/2016 (ISBN 978-2-914721-31-8). NB : mention erronée 5e édition. - 7e éd. : 02/2018 (ISBN 978-2-37373-050-0). NB : nouveau sous-titre Les Moines Rouges. Tirage : 3 000 ex. - 8e éd. : 09/2020 (ISBN 978-2-37373-050-0). Tirage : 4 000 ex. |
| 14                    | Mission Dracula                                                       | Roumanie : Sibiu, le château de Bran | La Roumanie (histoire, langue, gastronomie), Vlad III l'Empaleur, le comte Dracula Fiche pédagogique autour de l'album | Bruno Bertin                                        | Bruno Bertin                             | - 1re éd. : 10/2008 (ISBN 978-2-914721-34-9). Tirage : 6 000 ex. - 2de éd. : 10/2024 (ISBN 978-2-914721-34-9) |
| 15                    | Complot au Château du Taureau                                         | Bretagne : le château du Taureau dans la baie de Morlaix, l'île Louët, les îles du Ponant dans le Finistère                                  | Vauban, le Cairn de Barnenez Fiche pédagogique autour de l'album | Bruno Bertin Pages informatives Maëva Duclos        | Bruno Bertin                             | - 1re éd. : 09/2009 (ISBN 978-2-914721-39-4). Tirage : 6 000 ex. - 2e éd. : 04/2013 (ISBN 978-2-914721-39-4) - 3e éd. : 03/2015 (ISBN 978-2-914721-39-4). Tirage : 2 000 ex. - 4e éd. : 02/2018 (ISBN 978-2-37373-052-4). NB : nouveau sous-titre Virus. Tirage : 2 000 ex. - 5e éd. : 05/2023 (ISBN 978-2-37373-052-4). NB : mention « Nouvelle édition ». |
| 16                    | Vick et Vicky et l'héritage                                           | France : Rennes, Paris | Cimetière du Père-Lachaise | Bruno Bertin                                        | Bruno Bertin                             | - 1re éd. : 10/2010 (ISBN 978-2-914721-46-2). Tirage : 4 065 ex. - 2e éd. : 10/2011 (ISBN 978-2-914721-46-2). Tirage : 4 000 ex. |
| 17                    | Vick et Vicky et les sauveteurs en mer contre les voleurs de cerveaux | Bretagne : Erquy, dans les Côtes-d'Armor, le phare de Saint-Mathieu, à Plougonvelin, dans le Finistère                                       | Les Sauveteurs en Mer (SNSM), les premiers secours, les pavillons, le morse, les phares | Bruno Bertin ; avant-propos de l'amiral Yves Lagane | Bruno Bertin                             | - 1re éd. : 10/2011 (ISBN 978-2-914721-61-5). Tirage : 7 040 ex. - 2e éd. : 10/2016 (ISBN 978-2-37373-012-8). NB : nouveau sous-titre L'Expérience. Tirage : 2 000 ex. |
| 18                    | Le Guide ou le secret de Léonard de Vinci                             | Centre-Val de Loire : Amboise, le château d'Amboise, le château du Clos Lucé                                                                 | Léonard de Vinci, découverte d'Amboise et de ses monuments historiques, initiation au XVIe siècle Fiche pédagogique autour de l'album                                                                                             | Bruno Bertin                                        | Bruno Bertin                             | - 1re éd. : 06/2012 (ISBN 978-2-914721-67-7). Tirage : 7 820 exemplaires. - 2e éd. : 04/2013 (ISBN 978-2-914721-67-7). NB : avant-propos de François Bonneau. Tirage : 1 000 ex. - 3e éd. : 10/2015 (ISBN 978-2-914721-67-7). Tirage : 1 000 ex. |
| 19                    | De gag en gags ! : avec Vick et Vicky la vie vous... sourit           | Bretagne : Rennes, Brocéliande, Fougères | présentation des personnages (caractères, passions, anecdotes, signes distinctifs), anecdotes sur la série, 60 ans des Éclaireurs neutres de France                                                                               | Bruno Bertin                                        | Bruno Bertin                             | - 1re éd. : 04/2013 (ISBN 978-2-914721-68-4). Tirage : 3 253 ex. |
| 20                    | Disparitions au stade                                                 | Bretagne : Rennes, Roazhon Park | l'histoire et la déontologie du football | Bruno Bertin                                        | Bruno Bertin                             | - 1re éd. : 10/2013 (ISBN 978-2-914721-76-9). Tirage : 8 000 ex. - 1re éd. tirage de luxe : 10/2013, dos toilé rouge à 1 048 ex. (ISBN 978-2-914721-81-3) - 2e éd. : 09/2017 (ISBN 978-2-37373-033-3). NB : nouveau sous-titre La Contre-attaque. Tirage : 1 500 ex. - 3e éd. : 09/2019 (ISBN 978-2-37373-033-3). Tirage : 3 000 ex. |
| 21                    | L'Héritage de Sherlock Holmes                                         | Bretagne : Rennes Suisse : Meiringen, Lucens, le château de Lucens, les chutes du Reichenbach                                                | Sherlock Holmes, Conan Doyle, la Société Sherlock Holmes de France | Bruno Bertin & Jérôme Louiche                       | Bruno Bertin                             | - 1re éd. : 10/2015 (ISBN 978-2-914721-89-9). NB : il existe deux couv. différentes (mat et glacé). Tirage : 6 000 ex. - 1re éd. tirage de luxe : 10/2015, dos toilé bleu à 1 544 ex. et vert à 400 ex. (ISBN 978-2-37373-003-6) |
| 22                    | Le Lac maudit                                                         | Royaume-Uni Écosse : Édimbourg | Histoire de l'Écosse, le drapeau, le costume traditionnel, les spécialités culinaires, glass float (en) | Bruno Bertin                                        | Bruno Bertin                             | - 1re éd. : 09/2017 (ISBN 978-2-37373-005-0). Tirage : 3 000 ex. - 1re éd. tirage de luxe : 09/2017, dos toilé vert à 2 000 ex. (ISBN 978-2-37373-032-6) |
| 23                    | Cap sur Saint-Malo : le pirate                                        | Bretagne : Saint-Malo, la Pointe de la pie, en Ille-et-Vilaine                                                                               | Saint-Malo, Étoile du Roy (frégate corsaire), Le Renard, les corsaires : René Duguay-Trouin, Robert Surcouf | Jean-Charles Gaudin                                 | Bruno Bertin                             | - 1re éd. : 09/2018 (ISBN 978-2-37373-058-6). Tirage : 4 000 ex. - 1re éd. tirage de luxe : 10/2018, dos toilé jaune à 2 000 ex. (ISBN 978-2-37373-059-3) - 2e éd. : 09/2019 (ISBN 978-2-37373-058-6). Tirage : 3 000 ex. |
| 24                    | Les Maîtres de la magie et de l'illusion (1re partie) : Méliès        | France : Rennes, Paris | Musée de la Magie, Cinémathèque française, Robert-Houdin, Georges Méliès, Le Voyage dans la lune | Bruno Bertin                                        | Bruno Bertin                             | - 1re éd. : 10/2024 (ISBN 978-2-37373-089-0). |

Hors-série
- Petites histoires de Noël / collectif. Rennes : Éd. P'tit Louis, 09/2003, 37 p.  (ISBN 2-914721-08-0). Tirage : 8 000 exemplaires. Dessinateurs-scénaristes : Jean-Louis Pesch, Erwan Le Saëc, Malo Louarn, Bélom, Sébastien Tanguy, Laurent Lefeuvre, Dominique Mainguy, Stéphane Duval, Stéphane Heurteau, Bruno Bertin, Michel Rodrigue, Kalou, Gégé, Yanick Messager, Brice Goepfert, Jean-Claude Vruble, Jean Rolland.

## En coffret
- Les Archanges du Mont-St-Michel (2 volumes) / Bruno Bertin. Rennes : Éd. P'tit Louis, juin 2005.  (ISBN 2-914721-19-6)
- Les Sorcières de Brocéliande (3 volumes) / Bruno Bertin. Rennes : Éd. P'tit Louis, juin 2005.  (ISBN 2-914721-18-8)
- Sur les Terres des Pharaons (2 volumes) / Bruno Bertin. Rennes : Éd. P'tit Louis, oct. 2006.  (ISBN 2-914721-24-2)

## Intégrales
- Les Archanges du Mont-St-Michel (reprend les deux albums dont les sous-titres sont : Le Manuscrit et Le Pardon) / Bruno Bertin. Rennes : Éd. P'tit Louis, septembre 2019, 96 p.  (ISBN 978-2-37373-073-9). Reimpr. 05/2023
- Les Sorcières de Brocéliande (reprend les trois albums dont les sous-titres sont : Le Grimoire, Le Passage, Le Graal) / Bruno Bertin. Rennes : Éd. P'tit Louis, septembre 2019, 144 p.  (ISBN 978-2-37373-072-2). Reimpr. 05/2023
- Sur les Terres des Pharaons (reprend les deux albums dont les sous-titres sont : La Clé, Les Deux-Terres) / Bruno Bertin. Rennes : Éd. P'tit Louis, septembre 2019, 96 p.  (ISBN 978-2-37373-074-6). Reimpr. 05/2023
- Élan toujours en avant : Les meilleurs gags et dessins scouts avec ses amis Vick et Vicky (recueil) / Bruno Bertin. Rennes : Éd. P'tit Louis, octobre 2025, 96 p.

## Traductions
En breton, Troioù-Kaer Vick ha Vicky
- 3. Aet Diwar Wel War Enizenac'h (Les Disparus de l'Île aux Moines) / Bruno Bertin ; trad. Jil Penneg. Rennes : Éd. P'tit Louis, oct. 2008, 48 p.  (ISBN 978-2-914721-20-2)
- 8. Sorserezed Breselien 1 : Ar vojenn (Les Sorcières de Brocéliande 1 : La Légende) / Bruno Bertin ; trad. Jil Penneg. Rennes : Éd. P'tit Louis, novembre 2003, 48 p.  (ISBN 2-914721-12-9)
- 9. Sorserezed Breselien 2 : An diskuliadenn (Les Sorcières de Brocéliande 2 : La Révélation) / Bruno Bertin ; trad. Jil Penneg. Rennes : Éd. P'tit Louis, septembre 2004, 43 p.  (ISBN 2-914721-13-7)
- 10. Sorserezed Breselien 3 : Klask ar gral (Les Sorcières de Brocéliande 3 : À la Recherche du Graal) / Bruno Bertin ; trad. Jil Penneg. Rennes : Éd. P'tit Louis, novembre 2003, 48 p.  (ISBN 2-914721-07-2). Cet album a obtenu en 2004 le Priziou d'Or de la meilleure BD en langue bretonne (prix décerné par France 3 Ouest Bretagne et Radio France Armorique).

En gallo, Ûne éqerouey mirabilha de Vick e Vicky
- 8. Lez Encraodoeres de Brocéliande 1 : La Lejende (Les Sorcières de Brocéliande 1 : La Légende) / Bruno Bertin ; trad. l'Académie du Gallo. Éd. P'tit Louis-Académie du Gallo, 2020[3].

## Romans
- Le Guide ou le Secret de Léonard de Vinci / novélisation d'Eve-Lyn Sol d'après la bande dessinée de Bruno Bertin. Rennes : Éd. P'tit Louis, coll. "Romans jeunesse", avril 2013, 177 p.  (ISBN 978-2-914721-79-0)[4]Réimpressions : 10/2015, 03/2016, 09/2017.
- L'Héritage de Sherlock Holmes / novélisation d'Eve-Lyn Sol d'après la bande dessinée de Bruno Bertin et Jérôme Louiche. Rennes : Éd. P'tit Louis, coll. "Romans jeunesse", 2015, 182 p.  (ISBN 978-2-914721-95-0). Réimpression : 09/2017.
- Les Sorcières de Brocéliande / novélisation d'Eve-Lyn Sol d'après les trois bandes dessinées de Bruno Bertin. Rennes : Éd. P'tit Louis, coll. "Romans jeunesse", mars 2017, 238 p.  (ISBN 978-2-37373-008-1). Réimpression : 07/2019.
- Vents de mystères à Ouessant / histoire originale d'Eve-Lyn Sol d'après les personnages de Bruno Bertin ; ill. Bruno Bertin. Rennes : Éd. P'tit Louis, coll. "Romans jeunesse", 08/2019, 156 p.  (ISBN 978-2-37373-046-3)
- Les Archanges du Mont-Saint-Michel / novélisation d'Eve-Lyn Sol d'après les deux bandes dessinées de Bruno Bertin. Rennes : Éd. P'tit Louis, coll. "Romans jeunesse", mars 2024, 156 p.  (ISBN 978-2-37373-109-5)

## Documentaires
- Voyage au fil de la Seiche avec Vick et Vicky, du Pertre à Marcillé-Robert / scénario Éric Joret et Charlotte Sarrazin ; ill. Bruno Bertin. Rennes : Département d’Ille-et-Vilaine, Direction de la Culture et des Archives, 06/2022, 48 p.  (ISBN 978-2-86035-002-0)
- Vick et Vicky présentent... Les petits gestes prévention en bord de mer !, livret pédagogique de 24 p. édité par la compagnie d'assurance la Macif partenaire de la SNSM, et distribué gratuitement lors de la 4e édition de l’opération de prévention les « Mini Sauveteurs » sur plusieurs plages des côtes Nord et Ouest en France du 13 au 28 juillet 2022[5].

## Jeu de société
- Brocéliande et le grimoire des secrets !, jeu coopératif à partir de 9 ans, conçu avec Yann Delorme et Quentin Sallou, d'après les bandes dessinées du cycle Les Sorcières de Brocéliande (Éd. P'tit Louis, 2020).  (ISBN 978-2-37373-094-4)

## Revues
Bruno Bertin a collaboré de 2006 à 2017 à la revue Feu de camp des Scouts de France, les Éclaireurs neutres de France, en proposant des jeux et des pages de bande dessinée gags.
Bruno Bertin  participe au magazine « Le Club des DID-1 » de l'association « Les Îlots de Langerhans » depuis 2020.